# Château de Friedstein
Cet article concerne le château en Autriche. Pour la commune de République tchèque dont le nom allemand est Friedstein, voir Frýdštejn.
Le château de Friedstein (en allemand : Schloss Friedstein) est un palais résidentiel situé sur la commune autrichienne de Stainach-Pürgg, en Styrie.

## Historique
Une ferme noble existe probablement sur le site du château actuel dès le xiie siècle.
Entre 1595 et 1613, Hans Friedrich von Stainach fait construire un château à sa place et l'entoure d'un mur crénelé. Comme sa deuxième épouse ne supporte pas le climat alpin de l'Ennstal, ils déménagent à Steyr. Lorsqu'elle meurt, Hans Friedrich retourne à Friedstein. Sa troisième épouse, Sibilla von Herberstein, décide de vendre le château au décès de son mari, en 1626.
Le nouvel acquéreur est le comte Karl von Saurau (de). En 1664, alors que les Turcs menacent les domaines de Saurau en Styrie orientale (ils seront finalement repoussés lors de la bataille de Saint-Gothard), son fils le comte Wolf Rudolf von Saurau se réfugie avec sa famille vers le château de Friedstein, qui appartient alors à son frère Georg Christian. En 1676, un incendie cause de gros dégâts au château. Lorsque l'héritage est divisé en 1686, le château revient au comte Max Guidobald von Saurau. Son descendant, Franz Josef von Saurau (de), ministre sous l'empereur François Ier, passant le plus clair de son temps à Vienne, vend Friedstein à un certain Martin Leonhard von Linner en 1811.
Les propriétaires se succèdent ensuite rapidement pendant les soixante années suivantes. Parmi eux, on retrouve le comte Johann Ludwig von Sprinzenstein (1822), Karl Noe von Nordberg (1841), le comte Friedrich von Fünfkirchen (1860), le prince Adolf von Wrede (1872) et la princesse Marie de Hohenlohe-Schillingsfürst (1875). Friedstein, qui est restée aux mains de cette dernière famille jusqu'à ce jour, est en vente depuis 2022.

## Description

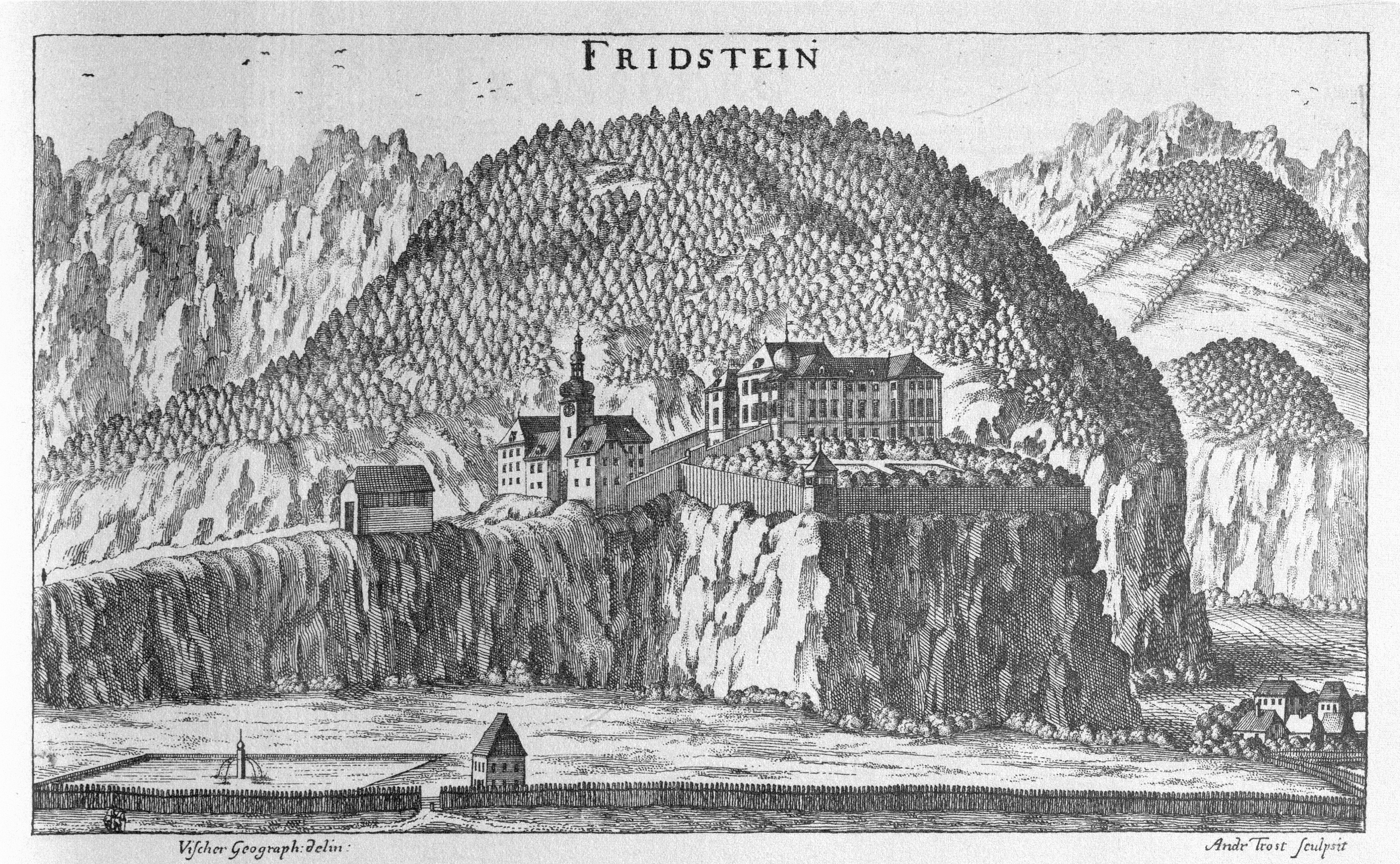
Friedland dans l'ouvrage Topographia Ducatus Stiriae de Georg Matthäus Vischer (1681)

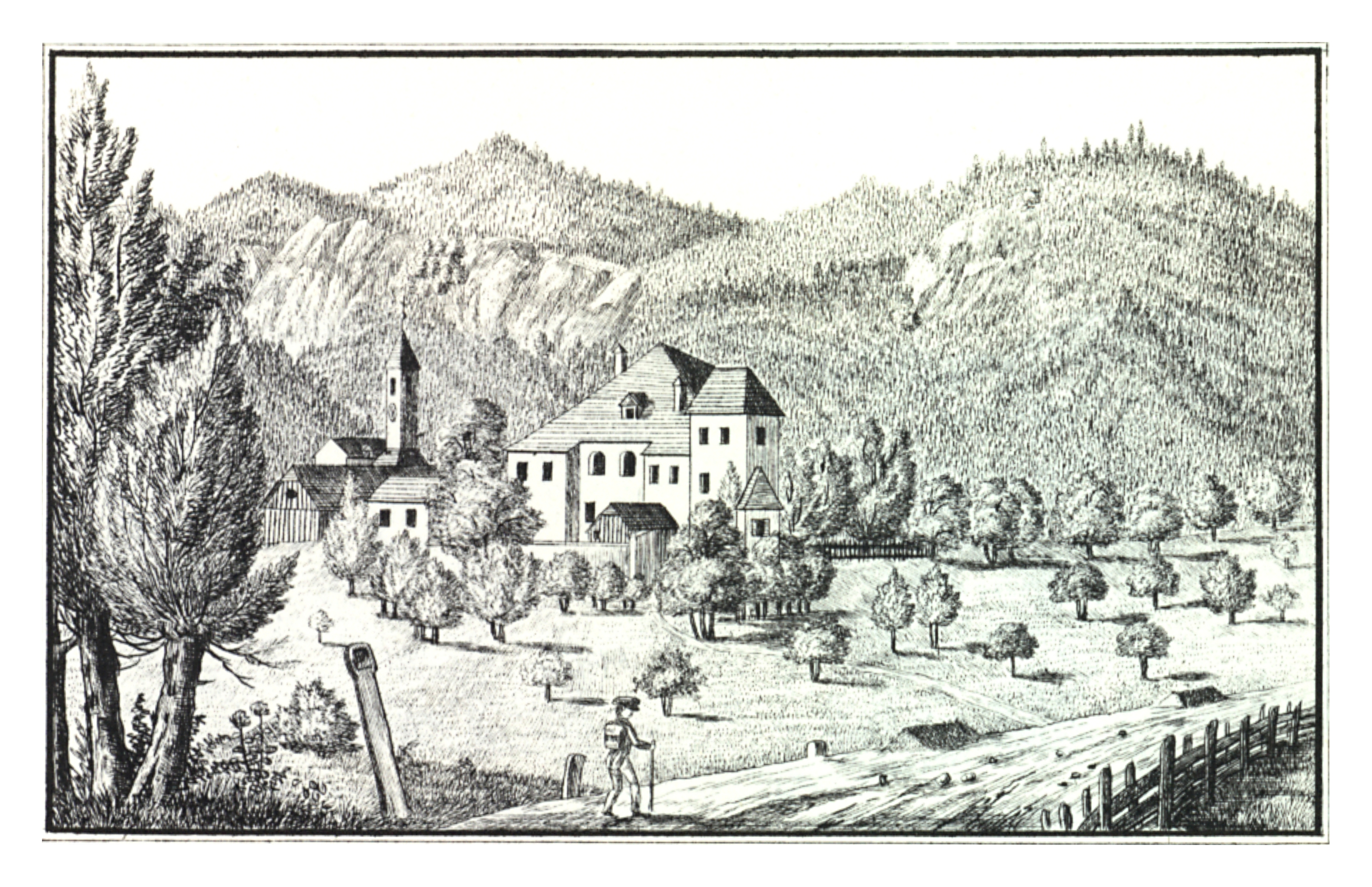
Lithographie de Joseph Franz Kaiser (1830)

### Extérieur
Le château, classé, est situé au sud de Liezen, surplombant l'Enns et offrant une vue magnifique sur le paysage montagneux environnant de la Haute-Styrie.
Il s'agit d'un édifice Renaissance de trois étages, doté de tours carrées saillantes. Une belle cour à arcades jouxte le bâtiment principal. Elle est ornée d'un cadran solaire. Devant elle se dresse un portail muni d'un magnifique treillis en fer forgé. Alors que le bâtiment principal a un toit en croupe massif, la tour de la porte a une tourelle solide avec une horloge.
Le château était autrefois protégé par des murs défensifs, mais ceux-ci ont ensuite été démolis et un jardin a été aménagé à leur place. Au sud, on peut encore voir l'emplacement de deux anciens bastions.

### Intérieur
La voûte de la grande salle centrale est ornée de simples stucs. Après l'incendie de 1676, la chapelle de la tour d'angle sud-ouest notamment dut être restaurée. L'intérieur du bâtiment a reçu de nouveaux équipements en 1816. À noter particulièrement un plafond en bois peint dans l'ancienne salle à manger ainsi que plusieurs plafonds en bois à caissons. Un poêle coloré dans la salle d'angle sud-est montre des représentations allégoriques de la chasse, de la géométrie, de la musique et de l'astrologie. La chapelle possède un autel de 1689.